# 巴哈迪恩·艾哈迈德·阿沙尼克
巴哈迪恩·艾哈迈德·阿沙尼克（Bahaedeen Ahmad Alshannik，1997年7月18日—），約旦男子羽毛球運動員。

## 簡歷
2017年2月，巴哈迪恩·艾哈迈德·阿沙尼克出戰烏干達羽毛球國際賽，與杜穆·阿姆罗合作赢得混合雙打冠軍。

## 主要比賽成績
只列出曾進入準決賽的國際賽事成績：
| 年份   | 賽事                   | 公開賽級別 | 項目     | 搭檔                          | 成績   |
| ------ | ---------------------- | ---------- | -------- | ----------------------------- | ------ |
| 2014年 | 摩洛哥羽毛球國際賽     | 國際系列賽 | 混合雙打 | 杜穆·阿姆罗                   | 亞軍   |
| 2015年 | 埃及羽毛球國際賽       | 未來系列賽 | 男子雙打 | 穆罕默德·纳塞尔·曼苏尔·纳耶夫 | 亞軍   |
| 2015年 | 摩洛哥羽毛球國際賽     | 國際系列賽 | 男子雙打 | 穆罕默德·纳塞尔·曼苏尔·纳耶夫 | 亞軍   |
| 2015年 | 摩洛哥羽毛球國際賽     | 國際系列賽 | 混合雙打 | 杜穆·阿姆罗                   | 亞軍   |
| 2016年 | 烏干達羽毛球國際賽     | 國際系列賽 | 男子雙打 | 穆罕默德·纳塞尔·曼苏尔·纳耶夫 | 準決賽 |
| 2016年 | 烏干達羽毛球國際賽     | 國際系列賽 | 混合雙打 | 杜穆·阿姆罗                   | 準決賽 |
| 2016年 | 埃及羽毛球國際賽       | 國際系列賽 | 男子單打 | －                            | 準決賽 |
| 2016年 | 埃及羽毛球國際賽       | 國際系列賽 | 男子雙打 | 穆罕默德·纳塞尔·曼苏尔·纳耶夫 | 準決賽 |
| 2017年 | 烏干達羽毛球國際賽     | 國際系列賽 | 男子單打 | －                            | 準決賽 |
| 2017年 | 烏干達羽毛球國際賽     | 國際系列賽 | 男子雙打 | 穆罕默德·纳塞尔·曼苏尔·纳耶夫 | 準決賽 |
| 2017年 | 烏干達羽毛球國際賽     | 國際系列賽 | 混合雙打 | 杜穆·阿姆罗                   | 冠軍   |
| 2017年 | 科特迪瓦羽毛球國際賽   | 未來系列賽 | 男子單打 | －                            | 亞軍   |
| 2017年 | 科特迪瓦羽毛球國際賽   | 未來系列賽 | 男子雙打 | 穆罕默德·纳塞尔·曼苏尔·纳耶夫 | 冠軍   |
| 2017年 | 貝寧羽毛球國際賽       | 未來系列賽 | 男子雙打 | 穆罕默德·纳塞尔·曼苏尔·纳耶夫 | 亞軍   |
| 2017年 | 喀麥隆羽毛球國際賽     | 未來系列賽 | 男子單打 | －                            | 冠軍   |
| 2017年 | 喀麥隆羽毛球國際賽     | 未來系列賽 | 男子雙打 | 穆罕默德·纳塞尔·曼苏尔·纳耶夫 | 冠軍   |
| 2017年 | 埃塞俄比亞羽毛球國際賽 | 國際系列賽 | 男子雙打 | 穆罕默德·纳塞尔·曼苏尔·纳耶夫 | 亞軍   |
| 2017年 | 埃及羽毛球國際賽       | 國際系列賽 | 男子雙打 | 穆罕默德·纳塞尔·曼苏尔·纳耶夫 | 亞軍   |
| 2017年 | 摩洛哥羽毛球國際賽     | 國際系列賽 | 混合雙打 | 杜穆·阿姆罗                   | 亞軍   |
| 2017年 | 南非羽毛球國際賽       | 國際系列賽 | 男子單打 | －                            | 準決賽 |
| 2018年 | 烏干達羽毛球國際賽     | 國際系列賽 | 男子雙打 | 穆罕默德·纳塞尔·曼苏尔·纳耶夫 | 亞軍   |
| 2018年 | 喀麥隆羽毛球國際賽     | 國際系列賽 | 男子單打 | －                            | 準決賽 |
| 2018年 | 貝寧羽毛球國際賽       | 未來系列賽 | 男子單打 | －                            | 亞軍   |
| 2018年 | 埃及羽毛球國際賽       | 國際系列賽 | 混合雙打 | 杜穆·阿姆罗                   | 亞軍   |
| 2018年 | 巴林羽毛球國際系列賽   | 國際系列賽 | 混合雙打 | 杜穆·阿姆罗                   | 冠軍   |
| 2018年 | 博茨瓦納羽毛球國際賽   | 未來系列賽 | 男子單打 | －                            | 準決賽 |
| 2018年 | 博茨瓦納羽毛球國際賽   | 未來系列賽 | 混合雙打 | 杜穆·阿姆罗                   | 亞軍   |
| 2018年 | 贊比亞羽毛球國際賽     | 未來系列賽 | 男子單打 | －                            | 準決賽 |
| 2018年 | 贊比亞羽毛球國際賽     | 未來系列賽 | 混合雙打 | 杜穆·阿姆罗                   | 亞軍   |
| 2018年 | 南非羽毛球國際賽       | 未來系列賽 | 男子單打 | －                            | 準決賽 |
| 2018年 | 南非羽毛球國際賽       | 未來系列賽 | 混合雙打 | 杜穆·阿姆罗                   | 亞軍   |
| 2019年 | 烏干達羽毛球國際賽     | 國際系列賽 | 男子單打 | －                            | 準決賽 |
| 2019年 | 肯亞羽毛球國際賽       | 未來系列賽 | 混合雙打 | 杜穆·阿姆羅                   | 冠軍   |
| 2022年 | 貝寧羽毛球國際賽       | 未來系列賽 | 男子單打 | －                            | 亞軍   |
| 2022年 | 貝寧羽毛球國際賽       | 未來系列賽 | 混合雙打 | 杜穆·阿姆羅                   | 準決賽 |
| 2022年 | 埃及羽毛球國際賽       | 國際系列賽 | 男子單打 | －                            | 準決賽 |
| 2022年 | 贊比亞羽毛球國際賽     | 未來系列賽 | 男子單打 | －                            | 準決賽 |
| 2022年 | 贊比亞羽毛球國際賽     | 未來系列賽 | 混合雙打 | 杜穆·阿姆羅                   | 冠軍   |
| 2022年 | 博茨瓦納羽毛球國際賽   | 未來系列賽 | 男子單打 | －                            | 冠軍   |
| 2024年 | 埃及羽毛球國際賽       | 國際系列賽 | 男子單打 | －                            | 準決賽 |

| 2007-2017年 | 首要超級賽 | 超級賽 | 黃金大獎賽 | 大獎賽 | 國際挑戰賽 | 國際系列賽 | 未來系列賽 | 其他 |

| 2018-2026年 | 總決賽 | 超級1000賽 | 超級750賽 | 超級500賽 | 超級300賽 | 超級100賽 | 國際挑戰賽 | 國際系列賽 | 未來系列賽 | 其他 |

### 奧運會和世錦賽參賽紀錄
|          | 搭檔        | 2019 | 2023 |
| -------- | ----------- | ---- | ---- |
| 男子單打 | －          | －   | 64強 |
|          |             |      |      |
| 混合雙打 | 杜穆·阿姆羅 | 48強 | －   |